# Daniel B. Brewster
Daniel B. Brewster (Baltimore megye, 1923. november 23. – Maryland, 2007. augusztus 19.) az Amerikai Egyesült Államok szenátora (Maryland, 1963–1969).